# John Bates Clark
John Bates Clark, född 26 januari 1847 i Providence, Rhode Island, död 21 mars 1938 i New York, var en amerikansk nationalekonom. Han var far till nationalekonomen John Maurice Clark.
Clark studerade 1872-75 i Heidelberg och Zürich och blev 1895 professor vid Columbia University i New York, en post han innehade fram till 1923. Han var 1895-1911 redaktör för "Political Science Quarterly" och 1911-23 direktör för avdelningen för ekonomi och historia i Carnegie Endowment for International Peace 1911-23. Hans författarverksamhet ligger huvudsakligen inom den teoretiska nationalekonomins område med resultat i nära överensstämmelse med den samtida österrikiska skolan. Han invaldes som utländsk ledamot av Vetenskapsakademien i Stockholm 1914.